# Josef Kentenich
Padre Peter Josef Kentenich (Gymnich, 16 novembre 1885 – Schönstatt, 15 settembre 1968) è stato un presbitero pallottino tedesco, fondatore del Movimento Apostolico di Schönstatt.

## Infanzia e giovinezza
Josef Kentenich passò i primi anni della sua vita a Gymnich, nel circondario del Reno-Erft, a sud ovest di Colonia, in Germania. Fu figlio naturale di Matthias Köp, amministratore della Fattoria Heuser ad Oberbolheim, e Katharina Kentenich, collaboratrice domestica di tale fattoria. Per ragioni sconosciute, Matthias e Katharina non si sposarono mai, anche se si sa che Josef mantenne i rapporti con suo padre, e lo andò a visitare in numerose occasioni. A causa dell'illegittimità di Josef, il bambino crebbe nella casa dei nonni materni (Matthias Kentenich e Anna Maria Blatzheim) dove sua madre tornò quando scoprì di essere incinta.
Durante l'infanzia di Josef, sua madre dovette fare lavori domestici anche fuori da Gymnich; per questo si trasferirono per qualche mese a Strasburgo, dove Katharina prese servizio presso una famiglia benestante. Dopo tanti cambiamenti e condizioni sempre più difficili, nel 1894 Katharina decise di affidare suo figlio all'Orfanotrofio di Oberhausen; Josef aveva otto anni. Questo avvenimento segnò profondamente la vita del giovane Josef, poiché, secondo quanto egli stesso confesserà in seguito, quello fu il momento in cui il carisma mariano impresso nella Chiesa entrò per la prima volta nella sua vita. Il giorno del suo ingresso nell'istituto, prima di andare via, sua madre si recò verso un'immagine raffigurante la Madonna di Pompei, e davanti alla statua le consacrò e affidò suo figlio, chiedendo che lo educasse e lo guidasse, svolgendo quelle funzioni proprie di ogni madre, che purtroppo lei avrebbe dovuto abbandonare. Quest'atto di consacrazione sarà, d'ora in avanti, il pilastro fondamentale del carisma mariano di P. Kentenich: l'affidamento alla Vergine Maria per essere educato e guidato da Lei; come Ella educò Gesù, così avrebbe educato anche coloro che a Lei si consacrano per assomigliare a Cristo.
Nel 1897 Josef Kentenich ricevette la Prima Comunione nell'orfanotrofio di Oberhausen, diretto da un sacerdote, con l'assistenza di alcune religiose. Lo stesso giorno confermò a sua madre la volontà di diventare sacerdote. Sua madre lo sollecitò a pregare molto e cominciò ad interrogarsi su cosa fosse più conveniente per il ragazzo. Su consiglio di P. Augusto Savels, fondatore dell'orfanatrofio, qualche tempo dopo condusse il figlio presso il Seminario minore dei padri pallottini di Ehrenbreistein, nel quale entrò il 23 settembre 1899. Il giovane Kentenich frequentò il liceo tra il 1899 ed il 1904, alla fine del quale iniziò il corso di Teologia e Filosofia a Limburgo.
Durante i suoi anni di studio fu riconosciuto come uno studente brillante, con un'intelligenza tale da sorprendere professori e compagni. Ciò che colpiva non erano solo le grandi doti intellettuali, ma soprattutto la sua inclinazione per la ricerca e l'approfondimento della verità. I suoi professori ricordano il suo spirito critico e la sua profondità intellettuale, di gran lunga superiori rispetto al resto dei suoi compagni. Allo stesso tempo, Josef cominciò a mostrare qualche problema di salute, dovuti alla sua debolezza polmonare.
L'8 luglio 1910, a Limburgo, fu ordinato Sacerdote, nella Cappella della Casa delle Missioni della Società Pallottina; due giorni dopo celebrò la sua prima Messa.

## L'attività come sacerdote
Nel 1912 a P. Kentenich, che si disimpegnava come professore di latino e tedesco nel seminario minore dei Pallottini nella valle di Schönstatt, nei pressi di Vallendar, venne affidato il difficile incarico di direttore spirituale dello stesso seminario. Così cominciò la sua forte attività pastorale e il suo lavoro psicologico, per mezzo del quale poté iniziare a riversare negli altri il ricco mondo interiore di fede che portava dentro e i suoi ideali giovanili coltivati in solitudine.
Con un gruppo di giovani seminaristi, il 19 aprile 1914 fondò una congregazione mariana, ispirata ad un modello pedagogico molto popolare nella Chiesa tedesca. In seguito, il 18 ottobre 1914, insieme ad un gruppo di giovani della congregazione mariana, fece una consacrazione, chiamata Alleanza d'Amore, con la Vergine Maria, in una cappellina sita nel giardino del seminario e che essi utilizzavano come luogo delle riunioni. Attraverso questa Alleanza d'Amore, chiesero alla Santissima Vergine di stabilirsi nella cappellina trasformandola così in un Santuario. Da lì, chiesero che Ella intercedesse per distribuire la grazia di Cristo e trasformasse i cuori di chi si fosse avvicinato a Lei. P. Kentenich e gli altri giovani promisero di offrire quotidianamente a Maria i loro sforzi per aspirare alla santità attraverso il compimento del proprio dovere, chiedendole il suo aiuto e che fosse Lei ad educarli e modellarli ad immagine di Cristo. L'obiettivo era ottenere la formazione di un “uomo nuovo” in una “comunità nuova”, la cui immagine fosse Gesù Cristo, e la cui educatrice fosse la Vergine Santissima.
La prima guerra mondiale obbligò molti seminaristi pallottini, e membri della congregazione mariana, alla chiamata alle armi. Durante le notti di guerra i membri della congregazione si impegnarono a cercare la santità, giorno dopo giorno, nelle trincee. Così, i valori e gli ideali della congregazione mariana della valle di Schönstatt iniziarono a diffondersi tra i soldati, ben oltre il seminario pallottino. Durante la guerra, molti dei congreganti persero la vita, mostrando in maniera eroica il compimento della loro promessa verso la Santissima Vergine. Per alcuni dei primi congreganti è tuttora in corso il processo di beatificazione, come ad esempio per il giovane Josef Engling.
Nel 1919 e nel 1920 vennero fondate, rispettivamente, la Federazione Apostolica di Schönstatt e la Lega Apostolica di Schönstatt, con l'intenzione di espandere il carisma mariano al di là dei giovani seminaristi pallottini. Rapidamente anche le donne iniziarono ad arrivare a Schönstatt e a partecipare della spiritualità attraverso la consacrazione nell'Alleanza d'amore; poco dopo, nel 1926, sotto l'assistenza sacerdotale di P. Kentenich venne fondata la Federazione delle donne di Schönstatt. Più tardi, nello stesso anno, con alcune delle prime donne, P. Kentenich fondò il primo dei sei istituti secolari che fanno parte dell'opera di Schönstatt: le Sorelle di Maria, istituto secolare di vita consacrata. A partire dal 1933, P. Kentenich inviò gruppi di Sorelle di Maria come missionarie all'estero, portando la spiritualità schönstattiana fino agli angoli più remoti del mondo come Sudafrica, Sudamerica, Nord America e Australia.
Tra gli anni trenta e '40 Josef Kentenich svolse un'intensa attività pastorale tramite numerose giornate pedagogiche per educatori, ritiri per i sacerdoti, giornate e ritiri matrimoniali e altre iniziative ancora. Tra queste attività, i ritiri per sacerdoti ebbero molta popolarità in Germania; i sacerdoti venivano da tutte le parti del paese a Schönstatt per ascoltare P. Kentenich. Si dice che un sacerdote tedesco su tre partecipasse ad uno dei suoi ritiri, poiché proponevano un rinnovamento interiore dello spirito sacerdotale, e che tutti quelli che vi assistevano li trovavano estremamente arricchenti per la loro vita spirituale e pastorale. Cominciò a crescere in Germania la fama di P. Kentenich come uomo di fede, la cui proposta spirituale e pedagogica rinnovava in maniera sorprendente la fede di migliaia di persone, laiche e consacrate. Egli proponeva un cammino per coltivare questo rinnovamento senza relegare la fede in qualcosa di formale o aneddotico.

## Prigioniero del regime nazista
Negli anni '30 il movimento suscitato intorno a P. Kentenich nella Valle di Schönstatt attirò l'attenzione del regime nazista, a cui il P. Kentenich tenacemente si oppose fin dal suo inizio attraverso una critica costante. In opposizione all'insegnamento della massificazione sociale organizzato dai nazionalsocialisti, P. Kentenich proponeva una pedagogia della libertà interiore e di scelta personale, non ascrivibile ad alcuna ideologia cieca, ma garante della liberà individuale della coscienza di ogni persona, alla luce della fede e dell'educazione mariana. Le forme di propaganda del partito nazista incontrarono l'opposizione di Schönstatt, dove ondeggiavano le bandiere con immagini di Maria, si giurava fedeltà alla Vergine Maria e si cantavano le canzoni che parlavano di appartenenza ad un gruppo di figli di Dio, e non ad una razza o ad un partito.

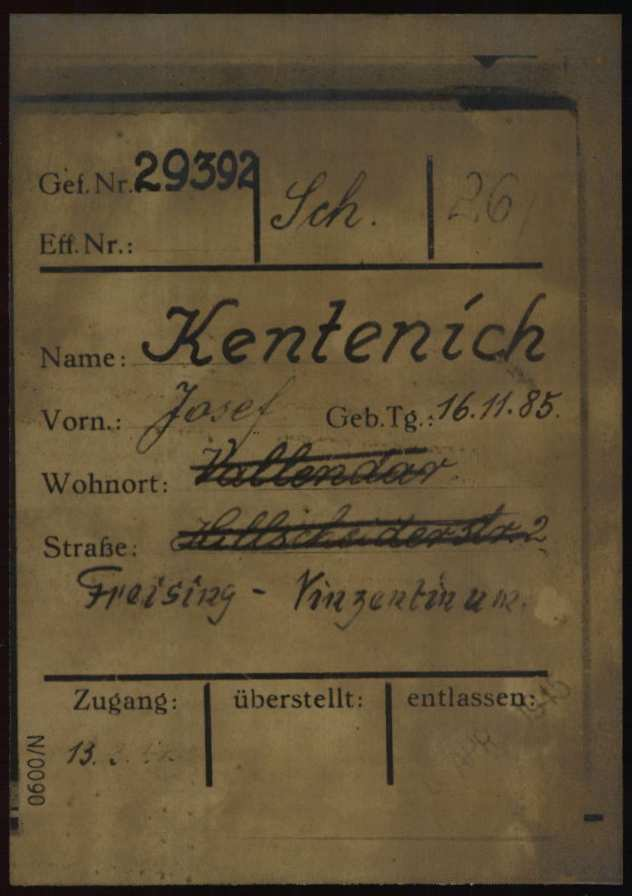
Scheda di registrazione di Josef Kentenich come prigioniero nel campo di concentramento nazista di Dachau

Le lezioni ed i valori Schönstatt ostacolavano il lavoro di propaganda nazista in ambienti cattolici e nella regione di Vallendar. Dopo aver predicato in un ritiro per sacerdoti, P. Kentenich fu imprigionato a Coblenza nel 1941, e l'anno successivo fu mandato al campo di concentramento di Dachau. Secondo fonti vicine al sacerdote, ebbe anche l'opportunità di evitare il trasferimento al campo di concentramento attraverso alcune influenze, ma secondo la testimonianza che egli stesso diede anni più tardi, nella vita nel campo di concentramento intravedeva i piani di Dio per lui, e si offrì come pegno per la santificazione di tutti gli schönstattiani e della Germania: la sua permanenza a Dachau era, nei piani di Dio, il mezzo della propria santificazione e di quella della sua famiglia spirituale, la famiglia di Schönstatt.
Il 20 gennaio 1942, dopo aver rinunciato alla possibilità di evitare una tale sofferenza, J. Kentenich entrò nel campo di concentramento di Dachau, condividendo il dolore di migliaia di ebrei, prigionieri politici, e tutte le altre persone considerate pericolose dal regime di Adolf Hitler, inclusi numerosi sacerdoti e vescovi.
Durante il periodo di reclusione nel campo di concentramento si generò e maturò in P. Kentenich e attorno a lui una spiritualità che ruota continuamente intorno all'idea dello strumento. A Dachau dettò così un saggio dal titolo: spiritualità mariana dello strumento. Si tratta di una spiritualità utile per la vita apostolica al di là dei successi e dei fallimenti. Una spiritualità che mira a sviluppare una completa subordinazione e apertura ai piani di Dio, alla luce di quella che lui definì come “carta bianca”.
Restò a Dachau fino alla fine della guerra, quando i reclusi furono liberati dalle truppe alleate, nel 1945. Con gli internati di Dachau, soprattutto sacerdoti, P. Kentenich realizzò un intenso lavoro spirituale, con i prigionieri ma anche con le guardie, dirigendoli spiritualmente e condividendo la spiritualità mariana, anche in condizioni così avverse. Insieme agli altri prigionieri del campo fondò l'istituto dei Fratelli di Maria e l'istituto delle Famiglie di Schönstatt. Allo stesso modo, con sacerdoti di diverse nazionalità fondò a Dachau la Chiamata internazionale di Schönstatt nel 1944, l'antenato di quello che diventerà il Movimento Apostolico di Schönstatt.
Il soggiorno nel campo di concentramento, lungi dal causare un affievolimento dell'opera di Schönstatt, contribuì ad accrescere la paternità spirituale di P. Kentenich e della sua Famiglia e la fedeltà dei suoi figli spirituali verso di lui. L'opera crebbe enormemente in profondità e nella sua offerta a Dio, confermando così l'autenticità della sua missione all'interno della Chiesa cattolica, e passando anche attraverso le più pesanti tribolazioni che le si potessero presentare.

## L'attività missionaria
Mentre era prigioniero, il 18 ottobre 1944, concepì l'idea di trasformare il movimento in un'organizzazione internazionale. Dopo la liberazione del campo di concentramento, P. Kentenich intraprese un vasto tour internazionale, rendendosi conto che la missione di Schönstatt per la Chiesa, non poteva limitarsi alla Germania, ma doveva essere diffusa in tutto il mondo. Nel 1947 visitò Roma per incontrare papa Pio XII e successivamente visitò i centri di Schönstatt già esistenti all'estero, fondati dalle Sorelle di Maria e da sacerdoti stranieri che avevano condiviso con lui l'esperienza del campo di concentramento.
Tra il 1947 e il 1952, ad eccezione di brevi periodi, P. Kentenich sostò in varie località di tutto il mondo, laddove le Sorelle di Maria avevano già fondato Schönstatt. In quegli anni si dedicò a rafforzare tali basi, conoscere le diverse culture, formare la comunità delle suore e dei laici del Movimento che stava sorgendo. In quegli stessi paesi promosse anche la costruzione di Santuari mariani, che ricopiavano la piccola cappella della Valle di Schönstatt e andavano a formare una rete di Santuari di Schönstatt nei quali si affida alla Vergine Maria il compito di educare i suoi "alleati".
In questi anni trascorse sei mesi in America del Nord, tre mesi in Sudafrica e due anni e mezzo in America Latina, tra Brasile, Cile, Uruguay e Argentina.

## Contrasti con la Chiesa
L'enorme influenza spirituale che P. Kentenich stava guadagnando negli anni successivi al campo di concentramento e la profondità del legame che lo univa con la sua fondazione, cominciò a causare incomprensioni verso di lui e la sua opera, sia all'interno della stessa, sia con le autorità ecclesiastiche. I metodi pedagogici della spiritualità di Schönstatt vennero messi in discussione da diverse persone, a causa del loro contrasto con le forme di insegnamento della Chiesa prima del Concilio Vaticano II.
Sebbene molte autorità ecclesiastiche partecipassero ai ritiri e condividessero la spiritualità mariana di Schönstatt, alcuni la trovavano poco tradizionale e richiesero una visita apostolica per P. Kentenich e il suo Movimento. I risultati della visita sarebbero stati considerati un successo da chiunque, dato che approvavano tutti i contenuti del corso e di conseguenza la spiritualità del movimento, annotando soltanto che alcuni metodi di insegnamento forse dovevano essere riconsiderati. Ma la risposta di P. Kentenich non si fece aspettare: per lui i metodi che venivano messi in discussione erano i pilastri del carisma del movimento e proprio ciò che garantiva l'educazione "organica" della fede che tanto desiderava.
La visita causò una fitta corrispondenza di P. Kentenich con le autorità ecclesiastiche, nella quale si sottolineava l'importanza dei punti messi in discussione e si argomentava che le incomprensioni riguardo a questi erano il risultato dei difetti nella comprensione della fede da parte di quelle autorità. Sebbene attualmente tutte le sue osservazioni di P. Kentenich siano ammirate e addirittura esse vennero tenute in conto durante la redazione di alcuni punti del Concilio, all'epoca furono occasione di grande sgomento e la durezza con la quale egli espresse alcune idee generò una grande indignazione da parte di alcune autorità.
La risposta di P. Kentenich venne ritenuta sproporzionata alla semplicità della raccomandazione della visita apostolica, il suo comportamento critico ed energico venne inteso da alcuni come un attacco e, senza alcuna argomentazione, si ordinò a P. Kentenich di allontanarsi dal Movimento di Schönstatt, fino a quando quei punti non fossero stati chiariti. La separazione dal suo Movimento doveva portarlo a stare lontano da ciascuno dei centri di Schönstatt; per questo venne accolto dai suoi confratelli pallottini a Milwaukee, Stati Uniti.
La misura disciplinare divenne un esilio e alcune problematiche prolungarono il doloroso castigo per ben 14 anni. P. Kentenich, tuttavia, mai dubitò della sua fedeltà alla Chiesa e sapeva in cuor suo che un giorno anche la Chiesa avrebbe compreso la missione che lui sentiva essergli stata affidata da Dio, e che così facendo si sarebbe liberato dall'esilio e sarebbe potuto tornare alla sua Famiglia di Schönstatt. Durante quel periodo, manifestò un atteggiamento di totale obbedienza alle decisioni ecclesiastiche e visse il suo esilio con ammirevole pazienza.
P. Kentenich era separato dal Movimento di Schönstatt, ma la spiritualità di Schönstatt non era altro che il frutto della sua propria esperienza di vita: la consacrazione alla Vergine Maria, il chiederle e il permetterle di essere Maestra di Fede, l'accettazione senza scorciatoie della volontà di Dio a costo di sacrifici e privazioni; una spiritualità che P. Kentenich non poteva lasciare, ma che anzi lo aiutò ad obbedire alla Chiesa e a mantenere la speranza della reintegrazione e dell'accettazione del suo carisma.
In quegli anni di assenza del fondatore sorsero intensi dibattiti circa la missione di Schönstatt, il suo carisma autonomo dalla comunità dei Pallottini e la posizione che occupava P. Kentenich all'interno del Movimento.
Nonostante tra i suoi sostenitori si sia affermato che P. Kentenich sia stato riabilitato dalla Chiesa dopo un incontro con papa Paolo VI nel 1965, la pubblicazione di documento del 1982 a firma di Joseph Ratzinger, allora Cardinal Prefetto della Congregazione della Dottrina della Fede, sostiene che nelle udienze del 1965 "non fu annullata nessuna delle precedenti decisioni del S. Uffizio che riguardavano la dottrina, l’attività e la persona del P. Kentenich".
Dopo questi eventi P. Kentenich lasciò la Società dell'apostolato cattolico (i Pallottini), nella quale aveva incontrato alleati e avversari, e venne incardinato come sacerdote diocesano dell'Arcidiocesi di Münster. Nel luglio 1965 fondò l'Istituto Secolare dei Padri di Schönstatt, inizialmente formato da quei sacerdoti e seminaristi pallottini che avevano trovato la loro vera vocazione dentro Schönstatt e il cui ingresso nella congregazione pallottina aveva il suo legame originario in realtà con il Movimento di Schönstatt.

## Gli ultimi anni
P. Kentenich tornò a Schönstatt in occasione del Natale del 1965, fatto che venne riportato come "il secondo miracolo della Notte Santa" e la IV pietra miliare nella storia del movimento. Egli vi rimase fino alla sua morte. In questi ultimi anni svolse un'intensa attività, dedicandosi soprattutto alla formazione delle comunità dirigenti del movimento, attraverso conferenze, ritiri, colloqui personali e una fitta attività epistolare con i "suoi" schönstattatiani di tutto il mondo.
Con particolare enfasi si preoccupò che in quegli anni Schönstatt fosse strumento efficace della concretizzazione delle linee pastorali del Concilio Vaticano II, della cui concezione ecclesiastica egli fu precursore già dagli inizi della sua attività pastorale.
P. Kentenich morì il 15 settembre 1968 nella sacrestia della chiesa della Santissima Trinità, a Schönstatt, dopo aver celebrato la Messa, a causa di un arresto cardiaco. La sua tomba si trova nel luogo della sua morte, l'allora sacrestia della Chiesa, poi trasformata in memoriale meta di pellegrini da tutto il mondo. L'epitaffio sulla sua tomba, scelto da lui stesso, è una sintesi dell'atteggiamento fondamentale che lo guidò per tutta la vita, espressione profonda del suo cuore e delle sue intenzioni: "Dilexit Ecclesiam", che si traduce dal latino come "Ha amato la Chiesa".

## Causa di canonizzazione
Vi è più di un dubbio sul fatto che la vita di P. Kentenich sia stata una vita di santità e di vera integrità. 
I suoi sostenitori affermano che le circostanze difficili che visse con il regime nazista e con la Chiesa furono occasione per radicare la sua profonda fede e la sua fiducia che tutto il suo lavoro e le sue azioni non erano altro che la volontà di Dio e che la sua attività non era nient'altro che l'obbedienza a tale volontà. P. Kentenich divenne un modello di santità per migliaia di persone che cercano di avvicinarsi a Dio e il suo Movimento attualmente accoglie centinaia di migliaia di uomini e donne, bambini, giovani, laici e consacrati dei cinque continenti.
Per queste ragioni il 10 febbraio 1975, nella diocesi di Treviri, è stato avviato il processo di beatificazione.

## Accuse di abusi
Tuttavia nel luglio 2020 vengono rese pubbliche accuse pesanti per le quali P. Kentenich avrebbe abusato sessualmente di alcune religiose del Movimento dal lui fondato, e questa sarebbe stata la vera causa per cui la Santa Sede decise l'allontanamento del fondatore dal suo movimento. Tali accuse sono state avanzate da Alexandra von Teuffenbach, già docente di teologia e storia della Chiesa alla Pontificia Università Lateranense e al Pontificio Ateneo Regina Apostolorum, la quale avrebbe trovato le prove dell'accusa di padre Kentenich negli archivi vaticani.
La presidenza internazionale del movimento di Schoenstatt ha replicato che le accuse di abuso di potere e l'accusa di abuso sessuale sono state approfondite e analizzate durante le due visite apostoliche predisposte dal Vaticano che determinarono l'esilio di padre Kentenich a Milwaukee, considerate chiarite dal reintegro di papa Paolo VI nel 1965 e fanno parte dei documenti del processo di beatificazione in corso. In particolare l'accusa di abuso sessuale avanzata da una suora è costituita dalle parole "seno" e "organi genitali" pronunciati dal padre Kentenich in un dialogo con la stessa alla presenza della superiora dell'epoca. .
L'8 luglio 2020, il vescovo di Treviri Stephan Ackermann annuncia la nomina di una nuova commissione storica per il processo di beatificazione di P. Kentenich.